# Terning
 For alternative betydninger, se Terning (flertydig). (Se også artikler, som begynder med Terning)
 "Kubus" omdirigeres hertil. For betydningen tredjepotens, se kubiktal.
En terning (også kaldet en kube) er et platonisk legeme som består af seks firkantede sideflader, med tre der mødes ved hvert hjørne.
Terningen er en særlig type kvadratisk prisme, rektangulært parallelepipedum og triangulært trapezoeder, og den er dual i forhold til oktaedret. Terningen er således et hexaeder.
Den sekssidede terning er den almindeligste form for terning til spil.

## Tre dimensioner
De kanoniske koordinater til hjørnene af en terning med midtpunkt i origo er (±1,±1,±1), mens massen af terningen udgøres af alle punkter (x0, x1, x2) med -1 < xi < 1.
Arealet, A, og volumenet, V, af en terning med sidelængden a er:
{\displaystyle A=6a^{2}}
{\displaystyle V=a^{3}}
En terning kan indskrives i et dodekaeder sådan at hvert hjørne af terningen svarer til et hjørne af dodekaedret og hver kant er en diagonal i én af dodekaedrets sideflader; ved at tage alle sådanne terninger opstår den regulære sammensætning af fem terninger.
Sammensætningen af to tetraedre er dannet fra terningen på en sådan måde. Terningen er unik iblandt de platoniske legemer i at den kan dække rummet fuldstændigt, og anvendes mange steder af denne grund.
For eksempel presses sukker tit til terninger, som indeholder en passende mængde til at forsøde drikke, og den kendte sekssidede terning er terningeformet.

## Fire dimensioner
I den firedimensionelle geometri har modparten til terningen et særligt navn – en tesserakt eller en 4-dimensional hyperkube.

## Arbitrært antal dimensioner
I et n-dimensionelt rum kaldes terningens modpart for en n-dimensionel terning, eller bare terning, hvis det ikke skaber forvirring.

## Spil
En terning bliver ofte også benyttet til spil.
Hver spilterning indeholder derfor et nummer på hver flade, nummeret kan være alt fra et til seks. På en terning er 1 og 6 på siderne oftest modsat af hinanden.
Det samme med: 2 og 5 og 3 og 4.
Nummerne er ikke skrevet som tal, man skal derimod tælle pletterne, (se billedet).

### Kendte terningspil
- Yatzy
- 10.000
- Meyer